# Université canadienne de Dubaï
 (mai 2020).
Si vous disposez d'ouvrages ou d'articles de référence ou si vous connaissez des sites web de qualité traitant du thème abordé ici, merci de compléter l'article en donnant les références utiles à sa vérifiabilité et en les liant à la section « Notes et références ».
L'Université canadienne de Dubaï (anglais : Canadian University of Dubai) est une université située dans l'émirat de Dubaï, aux Émirats arabes unis.

## Description

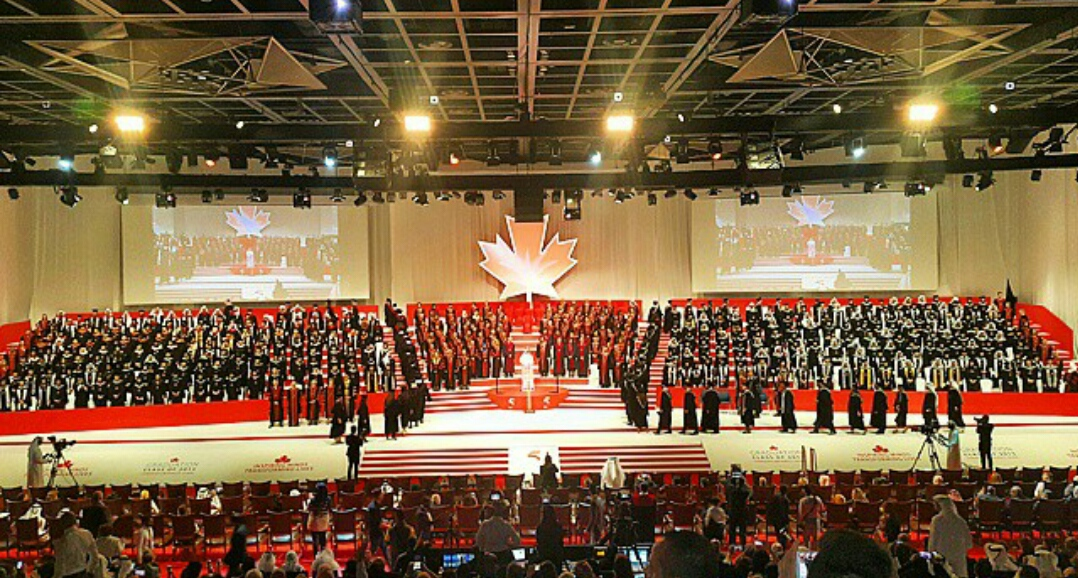
Graduation 2015

Situé au cœur de la ville sur la Sheikh Zayed Road, dans le quartier d'Al Satwa, l'université fut fondée en 2006. Elle permet d'acquérir une éducation similaire à celle offerte dans les universités canadiennes et d'éventuellement avoir accès à celles-ci.
L'Université canadienne de Dubaï possède un bureau de recherche qui travaille en coopération avec des centres de recherche universitaire canadiens.

## Facultés
Les différents programmes sont rassemblés en 5 écoles (facultés) :
- École d'architecture et de design intérieur
- École d'administration des affaires
- École ingénierie, de sciences appliquées et de technologie
- École d'environnement et de santé
- École des arts et des sciences